# Molí Fondo (Sant Joan les Fonts)
El Molí Fondo és un antic molí paperer de Sant Joan les Fonts, ja existia el 1723.
La transformació més important va ser l'any 1841, quan Pere Capdevila va comprar el molí i en va fer una gran reforma a la fàbrica i va introduir la màquina de paper continu per a la producció industrial.
L’Ajuntament de Sant Joan les Fonts en té assumida la titularitat del Molí Fondo, durant anys, el Molí Fondo va acollir la indústria Torraspapel (anteriorment Torras Juvinyà i Torras Hostench) fins que l’any 1966 es va posar en marxa una planta de nova construcció a pocs metres de l’originària.
En el seu interior es pot veure una exposició permanent sobre la història de la fàbrica.
L’ajuntament de Sant Joan les Fonts està treballant en una doble actuació de millora en un sector del Molí Fondo, una antiga fàbrica paperera situada en un dels marges del riu Fluvià. Un dels projectes se centra en la rehabilitació estructural d’una part de l’antic molí paperer mentre que el segon suposarà la recuperació de la central hidroelèctrica del seu interior, tornant-la a posar en funcionament. El 2020 van tornar a posar en marxa la turbina i ja produeix electricitat.
Amb l'energia generada per aquesta microcentral hidroelèctrica l'ajuntament ha aconseguit 5.000 euros que invertiran en el manteniment d'aquest edifici històric i, a llarg termini, permetre-hi visites i proposar-lo com a bé cultural per facilitar la seva divulgació i restauració.